# Ujong Tanjong (Manyak Payed)
Ujong Tanjong is een bestuurslaag in het regentschap Aceh Tamiang van de provincie Atjeh, Indonesië. Ujong Tanjong telt 529 inwoners (volkstelling 2010).